# Craniophora pacifica
Craniophora pacifica là một loài bướm đêm trong họ Noctuidae.